# Quzi
El quzi (en árabe, قوزي qūzī también transcrito como qoozi o ghozi) es un plato a base de arroz popular en los estados árabes del Golfo Pérsico. Consiste en carne de cordero cocida muy lentamente, nueces asadas, pasas y arroz. Es considerado uno de los platos nacionales de Irak e introducido en Turquía por inmigrantes árabes.
En la gastronomía iraquí, generalmente se prepara rellenando el cordero entero con arroz, verduras, especias y nueces y cocinándolo lentamente en un horno cerrado o sumergido. En algunos lugares del Medio Oriente se entierra en un horno de tierra que contiene carbón en llamas para obtener el sabor ahumado.
Hay muchas variaciones a esta técnica, como en Arabia Saudita y Yemen, donde se le llama madfún, y se envuelve en papel aluminio y se mantiene en una fuente de calor abierta; en Omán y Emiratos Árabes Unidos, donde se le llama shuwaa, se mantiene envuelto en hojas de palmera datilera antes de mantenerse en un horno sumergido. En Jordania y Siria se conoce como zarb, donde la carne se divide en trozos más pequeños y se mantiene junto con las verduras y la masa de pan para mejorar los sabores. Otra variante se llama hanid (o haneeth, الحنيذ), donde se cocina dentro de un horno tabún caliente y se puede encontrar en la mayoría de los países del Medio Oriente, así como en el Norte y en el Cuerno de África.